# Yagbe'u Seyon
Yagbe'u Seyon, död 1294, var kejsare av Etiopien mellan 1285 och 1294.